# آرژی
آرژی (به فرانسوی: Argis) یک کمون در فرانسه است که در canton of Saint-Rambert-en-Bugey واقع شده‌است.

## خصوصیات
آرژی ۷٫۸۴ کیلومترمربع مساحت و ۴۲۱ نفر جمعیت دارد و ۳۲۰ متر بالاتر از سطح دریا واقع شده‌است.

## نگارخانه

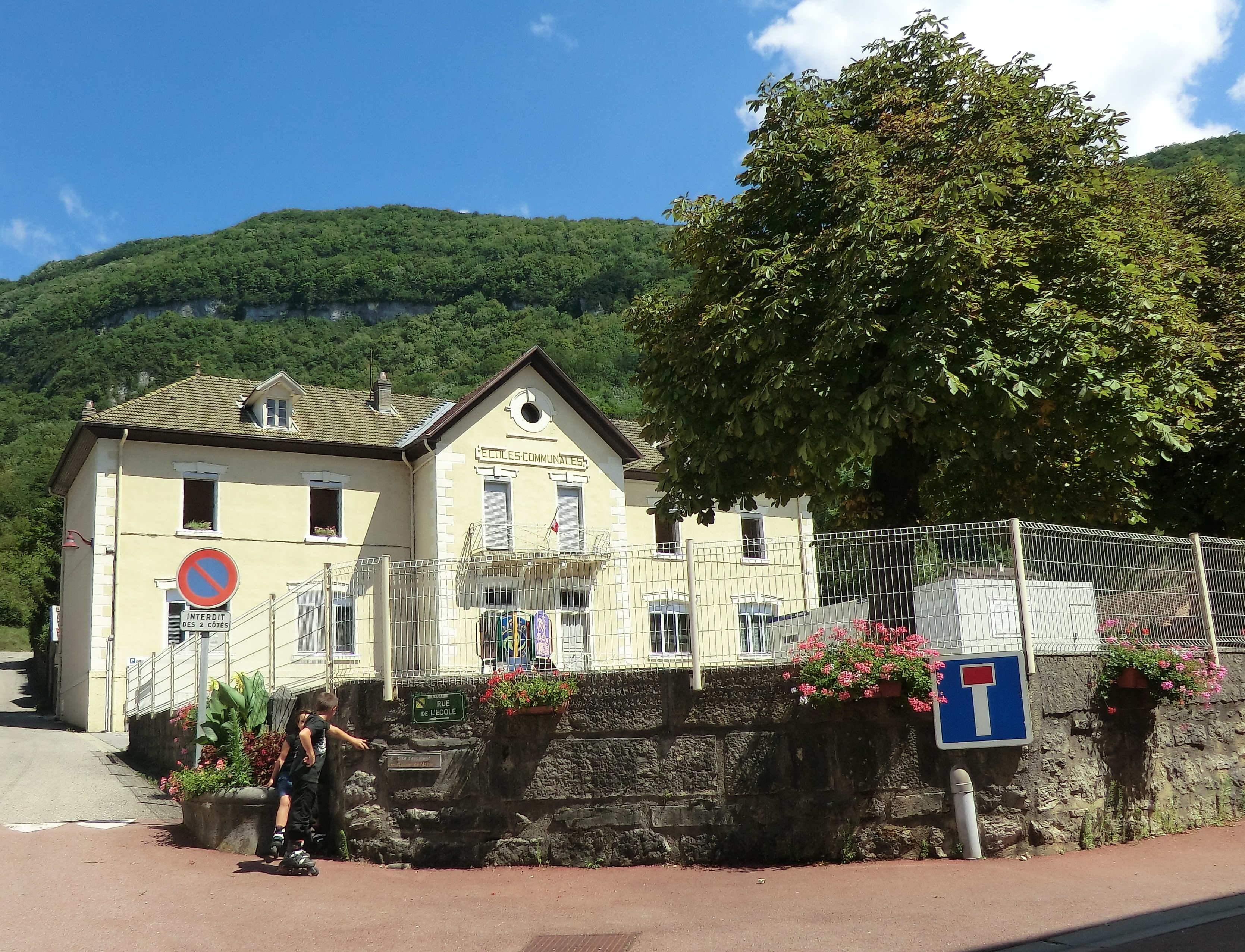
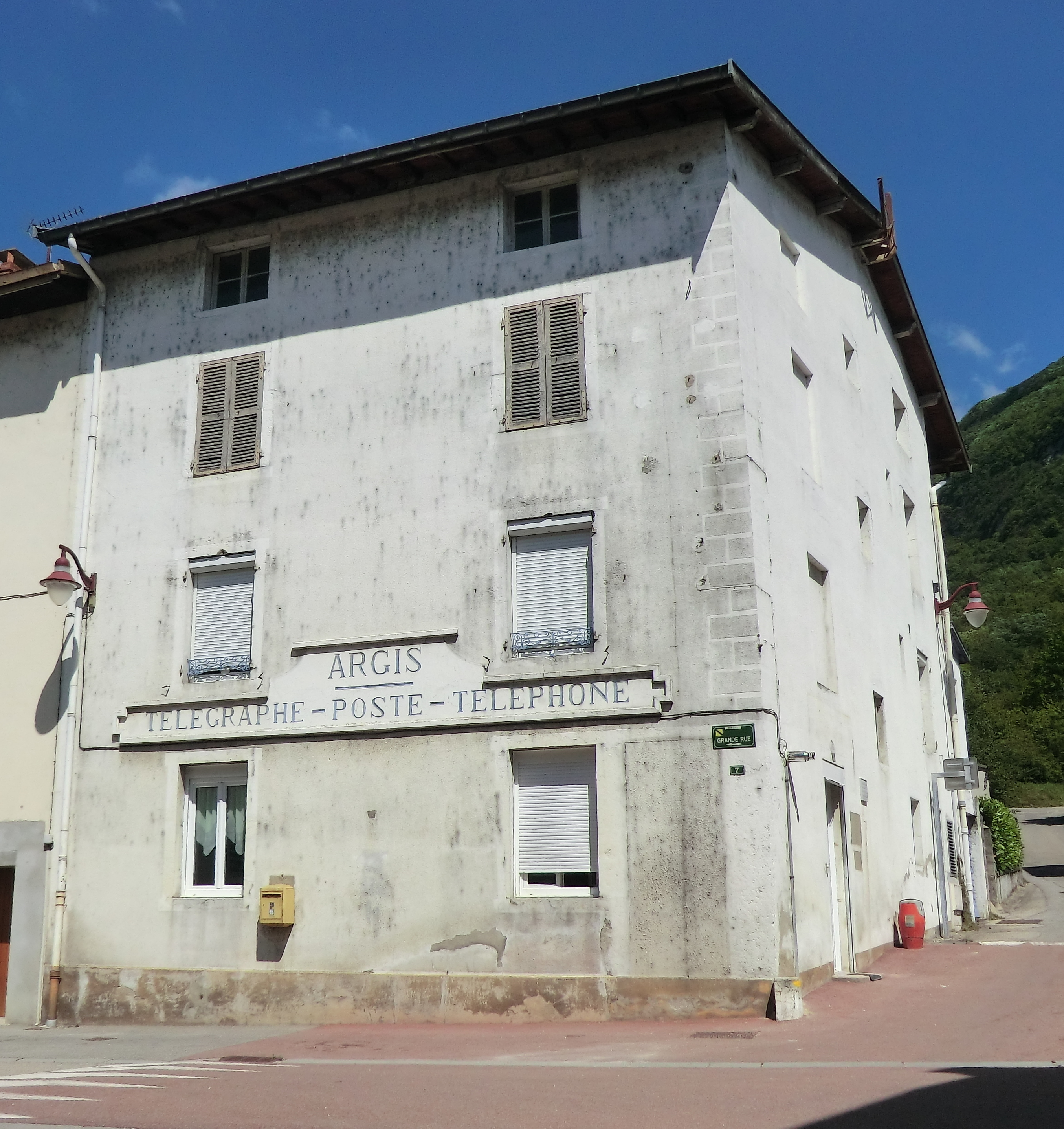
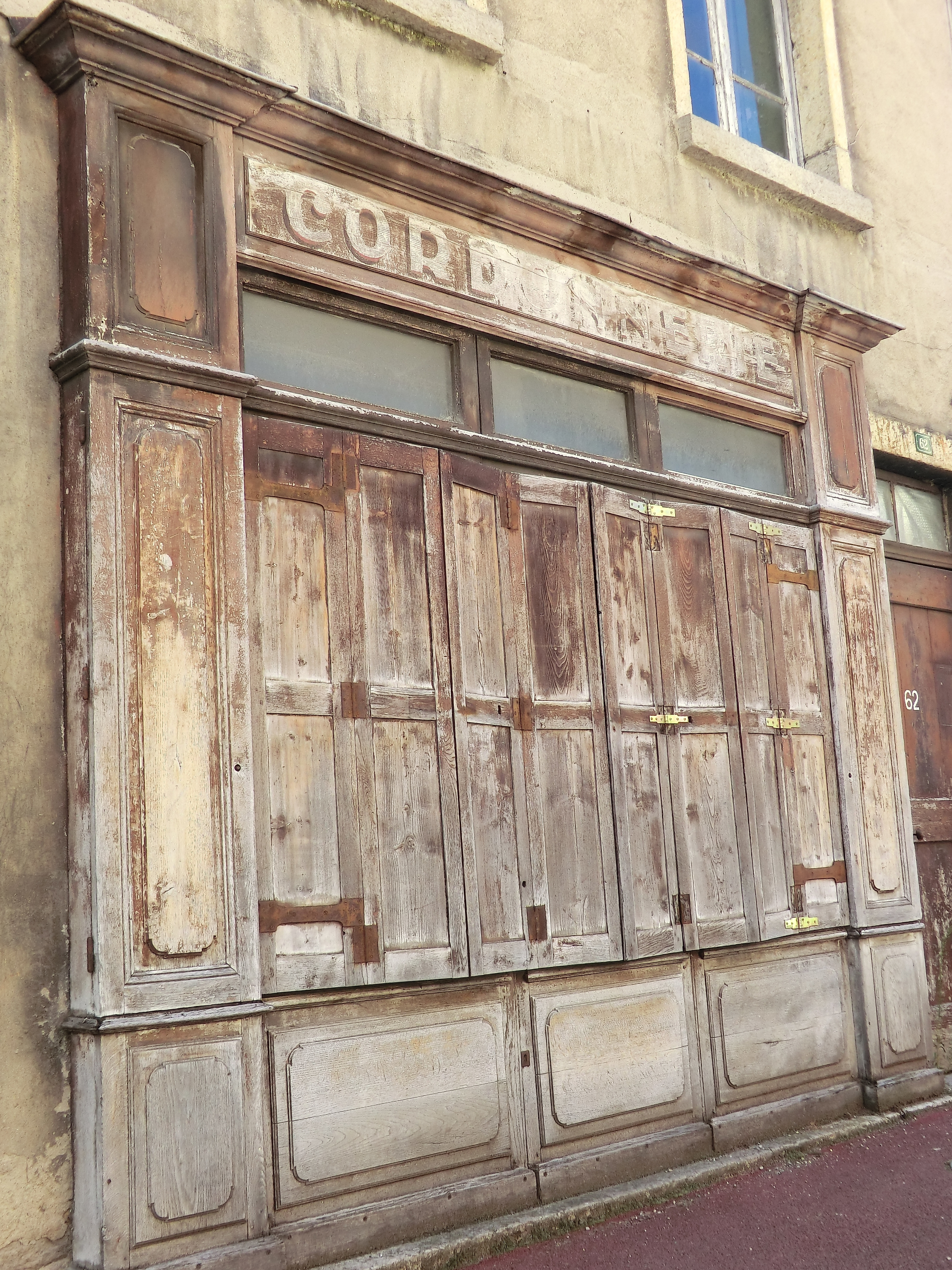
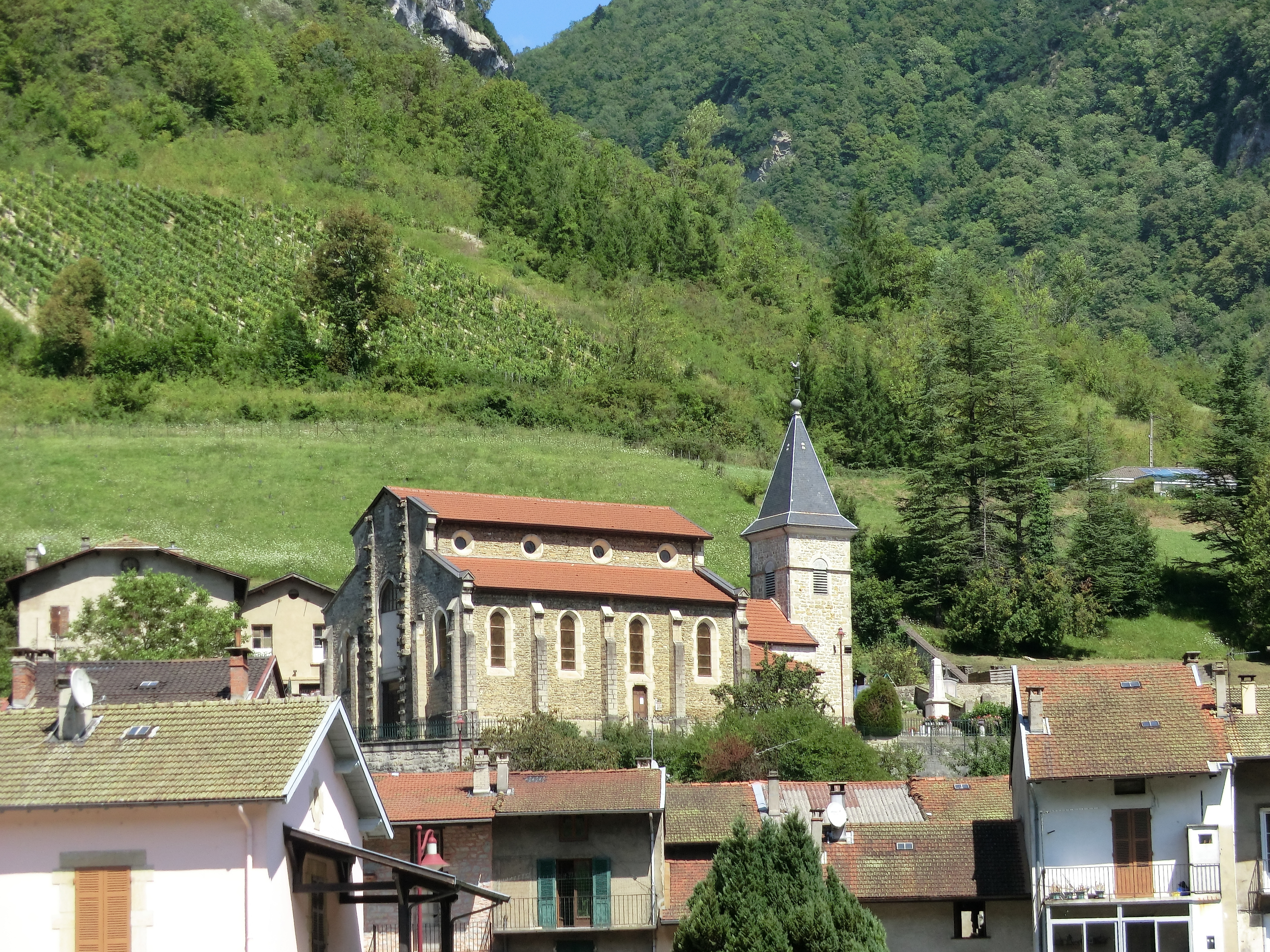
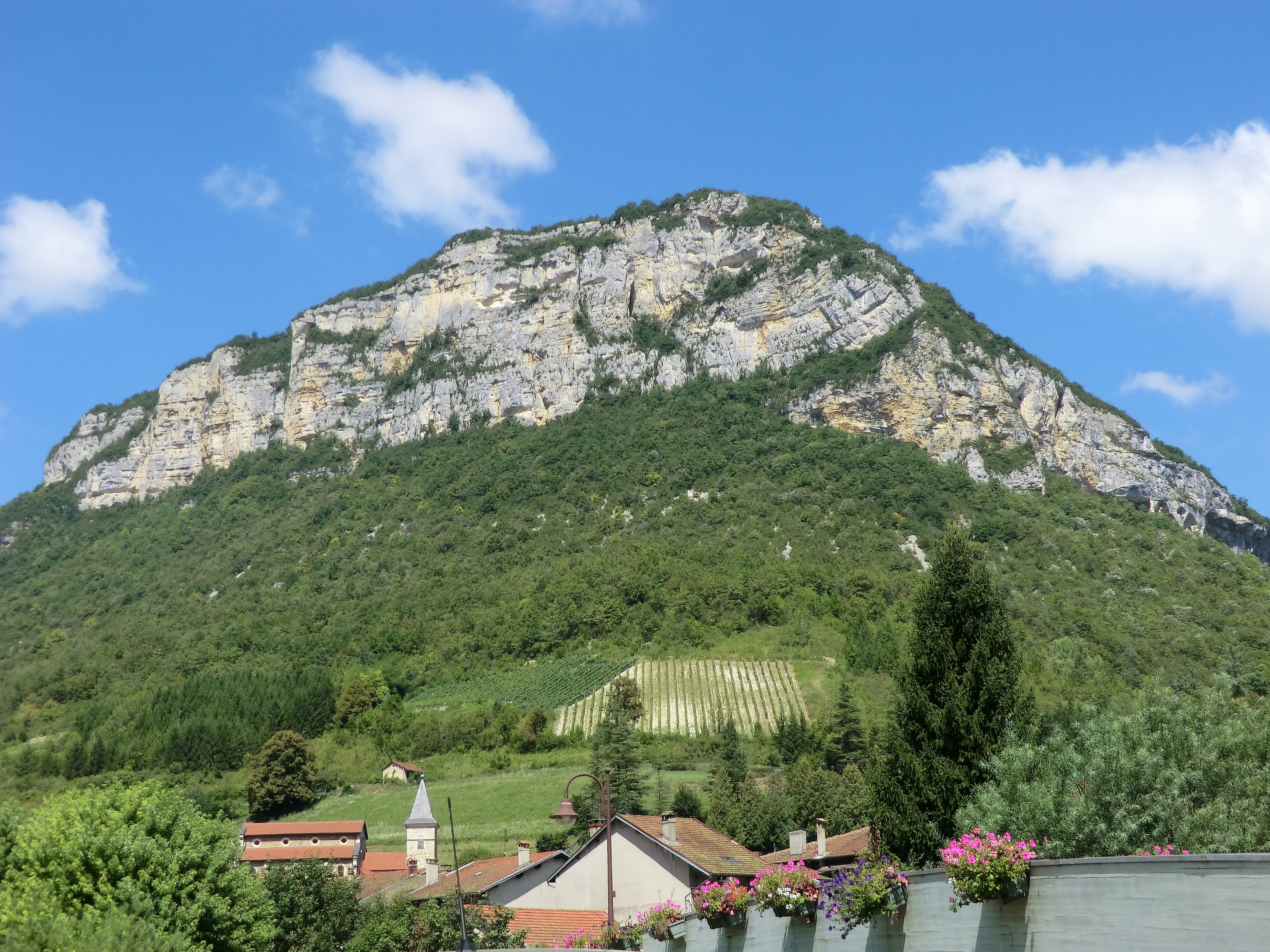
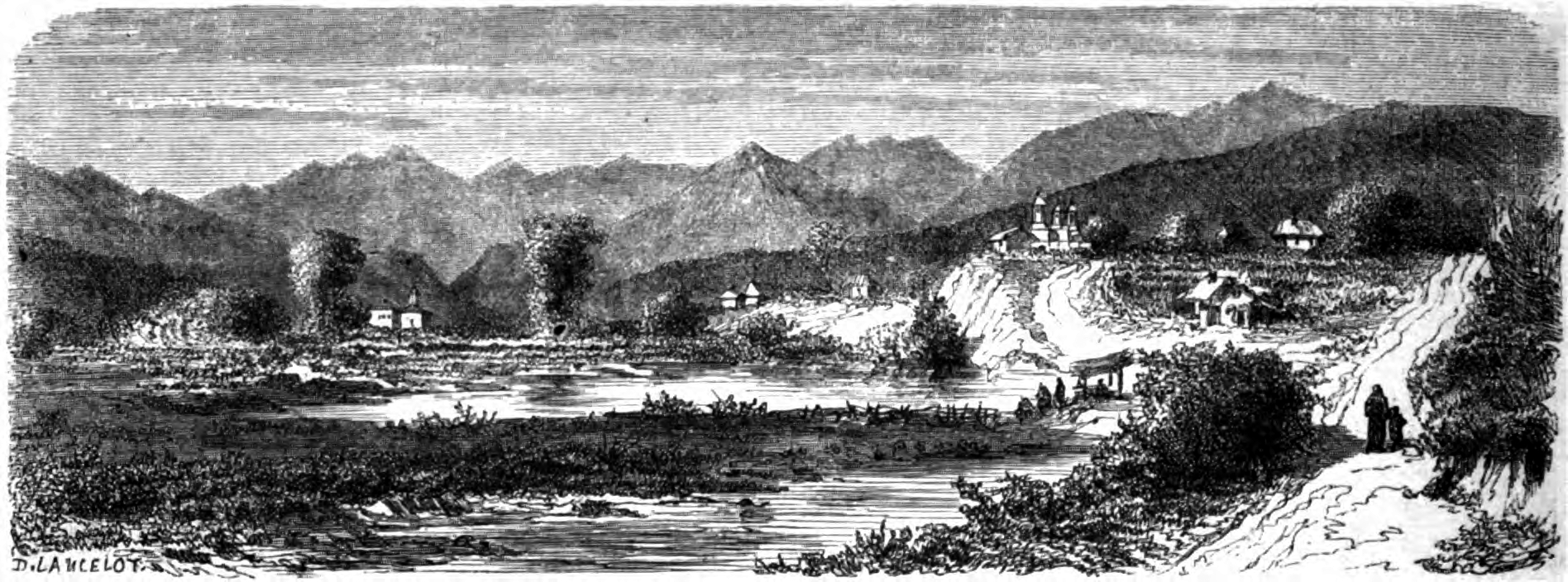
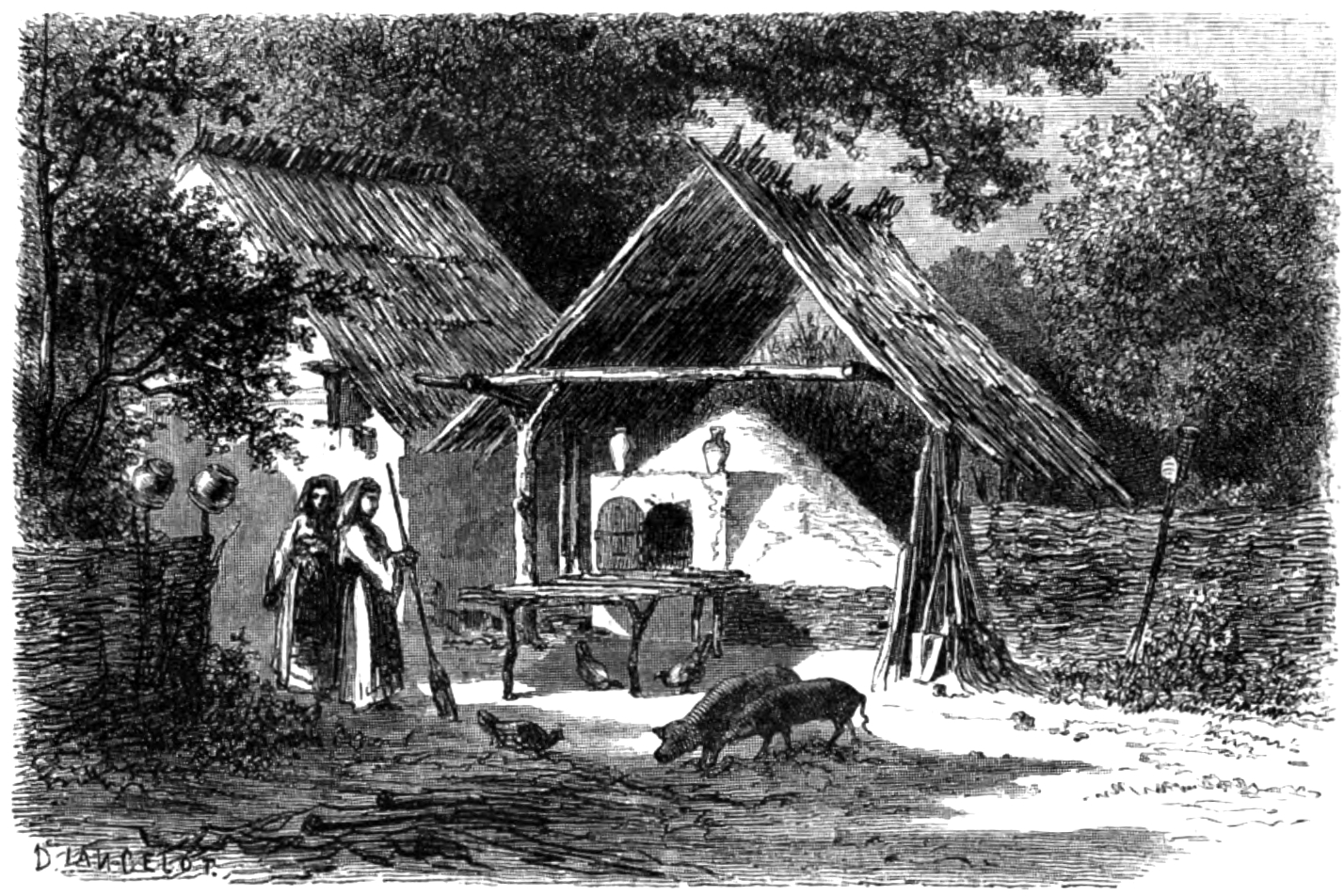
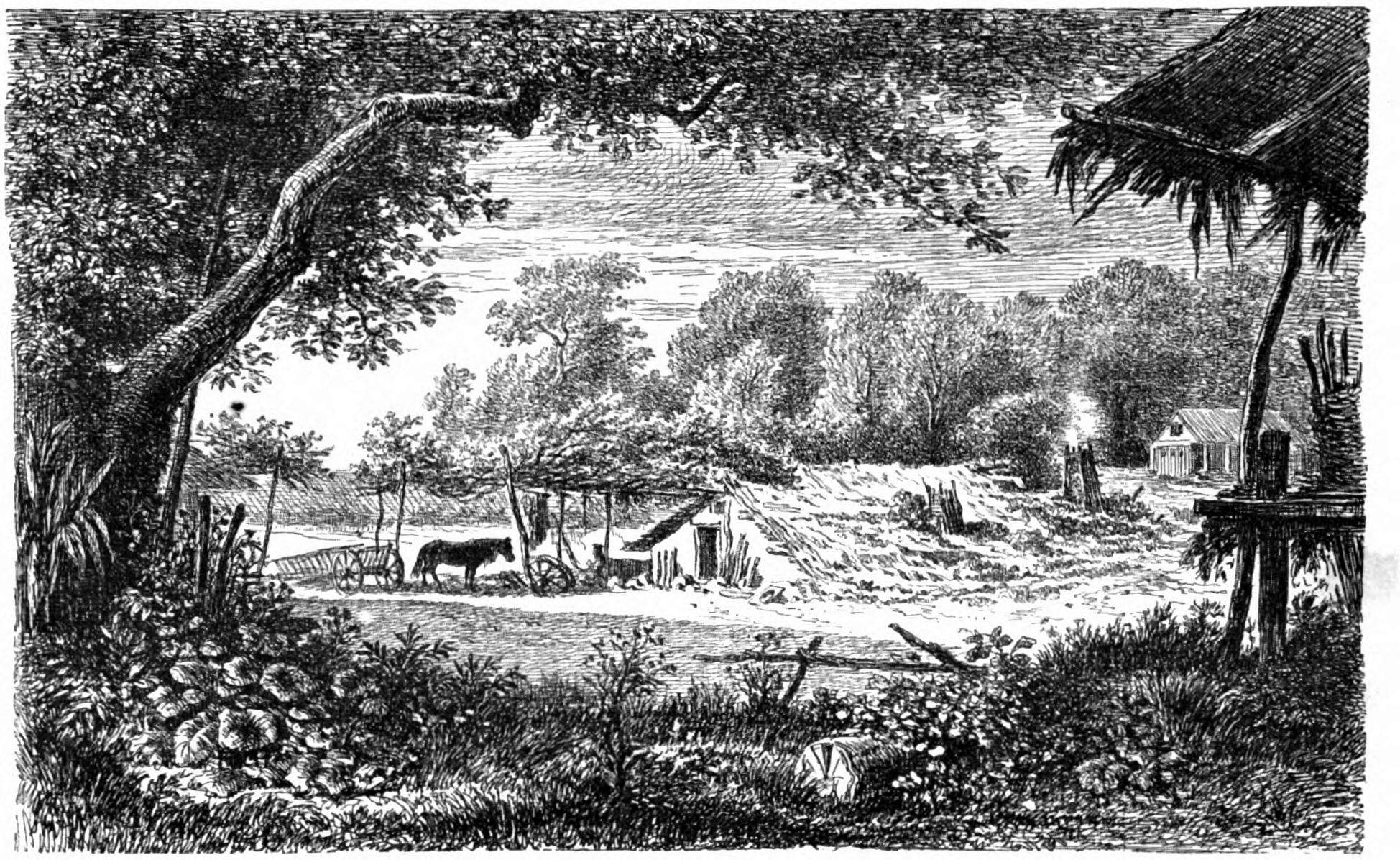